# Abduljaníes
Los abduljaníes o clan Abd al-Jan (en árabe, عبدالخان 'Abd al-Ḫan) son una tribu árabe del Juzestán (en Irán).
Vivieron en el siglo XVIII en Irak y estaban afiliados con los Banu Lam pero a mediados del siglo XIX se trasladaron al Juzestán junto con otros grupos de los Banu Lam y se les permitió el asentamiento permanente entre los Kayrabad. Prosperaron bajo el jeque Abbas y su hijo Husayn el que recibió el título de Shaykh al-Mashayek (jeque de jeques) del distrito. Pero en el siglo XX su influencia fue suplantada por Kazal (1897-1925) jefe de la confederación de los Kab que gobernó la provincia llegando a coger el título de padishah de Arabistán. Tras la derrota de Kazal, los Abd al-Kan, que se le habían opuesto, recuperaron su influencia pero el título de Shaykh al-Mashayek quedó abolido.
En la segunda mitad del siglo XX 11 subtribus (tiras) formaban Abd al-Kan: Nasiri, Banu Aqaba, Showaya, Bahadal, Ubayd (o Kakasi), Banu Tamim, Bayt Kubash, Shamar, Dakin, Atashena, y Ubuda.